# Хлорид кадмия
Хлорид кадмия(II) — неорганическое соединение, соль металла кадмия и соляной кислоты с формулой CdCl2, бесцветные кристаллы, гигроскопичен, хорошо растворимые в воде, образует кристаллогидраты.

## Получение
- Растворение металлического кадмия в соляной кислоте:

{\displaystyle {\mathsf {Cd+2HCl\ {\xrightarrow {\tau }}\ CdCl_{2}+H_{2}\uparrow }}}
- Реакция между простыми веществами:

{\displaystyle {\mathsf {Cd+Cl_{2}\ {\xrightarrow {450-500^{o}C}}\ CdCl_{2}}}}
- Растворение оксида кадмия в соляной кислоте:

{\displaystyle {\mathsf {CdO+2HCl\ {\xrightarrow {}}\ CdCl_{2}+H_{2}O}}}
- Реакция оксида кадмия и газообразным хлором:

{\displaystyle {\mathsf {2CdO+2Cl_{2}\ {\xrightarrow {500-600^{o}C}}\ 2CdCl_{2}+O_{2}}}}

## Физические свойства
Хлорид кадмия(II) образует бесцветные кристаллы гексагональной сингонии, пространственная группа R 3m, параметры ячейки a = 0,385 нм, c = 1,746 нм, Z = 3.
В растворе образуется аутокомплекс Cd[CdCl4]. Водные растворы имеют кислую реакцию из-за гидролиза.
В расплаве хлорида кадмия растворяется металлический кадмий (≈15 мол.% кадмия при 600°С).
Образует кристаллогидраты состава CdCl2•n H2O, где n = 1, 2, 2½, 4 и 5, 
основные хлориды CdCl2•n Cd(OH)2, где n = 1, 2 и 4, 
аддукты вида CdCl2•B, где B — пиридин, α-пиколин, анилин, толуидин, фенилгидразин или пропилендиамин.

## Химические свойства
- Безводную соль получают нагреванием кристаллогидрата:

{\displaystyle {\mathsf {CdCl_{2}\cdot 2,5H_{2}O\ {\xrightarrow {120-170^{o}C}}\ CdCl_{2}+2,5H_{2}O}}}
- С хлористым водородом и хлоридами щелочных металлов образует комплекс:

{\displaystyle {\mathsf {CdCl_{2}+2HCl\ {\xrightarrow {}}\ H_{2}[CdCl_{4}]}}}
{\displaystyle {\mathsf {CdCl_{2}+2KCl\ {\xrightarrow {}}\ K_{2}[CdCl_{4}]\downarrow }}}
- Реагирует с горячей концентрированной серной кислотой:

{\displaystyle {\mathsf {CdCl_{2}+H_{2}SO_{4}\ {\xrightarrow {100^{o}C}}\ CdSO_{4}+2HCl\uparrow }}}
- Реагирует с щелочами:

{\displaystyle {\mathsf {CdCl_{2}+2NaOH\ {\xrightarrow {}}\ Cd(OH)_{2}+2NaCl}}}

## Применение
- Компонент электролита в гальванических элементах.
- Протрава при крашении тканей.
- В фотореактивах.
- Катализатор в органическом синтезе.
- Флюс при выращивании монокристаллов.